# Міський стадіон (Борисов)
Міський стадіон (біл. Гарадзкі стадыён) — багатофункціональний стадіон в місті Борисові, Мінської області в Білорусі. В основному функціонує як арена для проведення домашніх матчів футбольним клубом БАТЕ. Вміщує 5402 глядачів.

## Історія
Стадіон був побудований та відкритий 1963 року та мав лише одну західну трибуну. Наприкінці 90-х років була побудована східна трибуна. Обидві трибуни були обладнані пластиковими сидіннями. Був укладений новий якісний газон, поле було обладнано якісною системою поливу. 2007 року були встановлені вишки освітлення, велике електронне інформаційне табло. 2009 року з'явилось накриття над східною трибуною. Поле стадіону оточене асфальтовою біговою доріжкою.
На території стадіону є тенісний корт.
На стадіоні також проводить домашні матчі молодіжна збірна Білорусі з футболу.
Влітку 2009 року на стадіоні пройшли матчі чемпіонату Європи з футболу серед дівчат до 19 років.

## Галерея

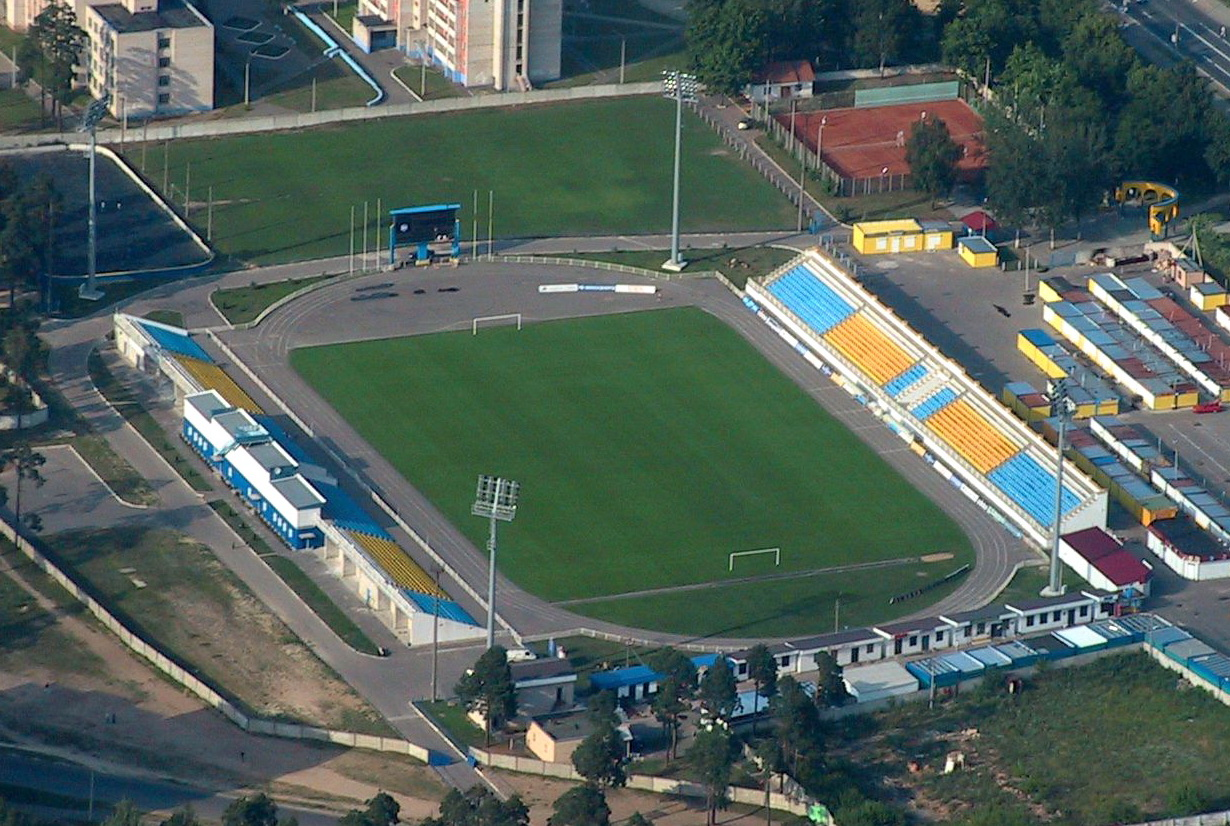
Стадіон у 2006 році
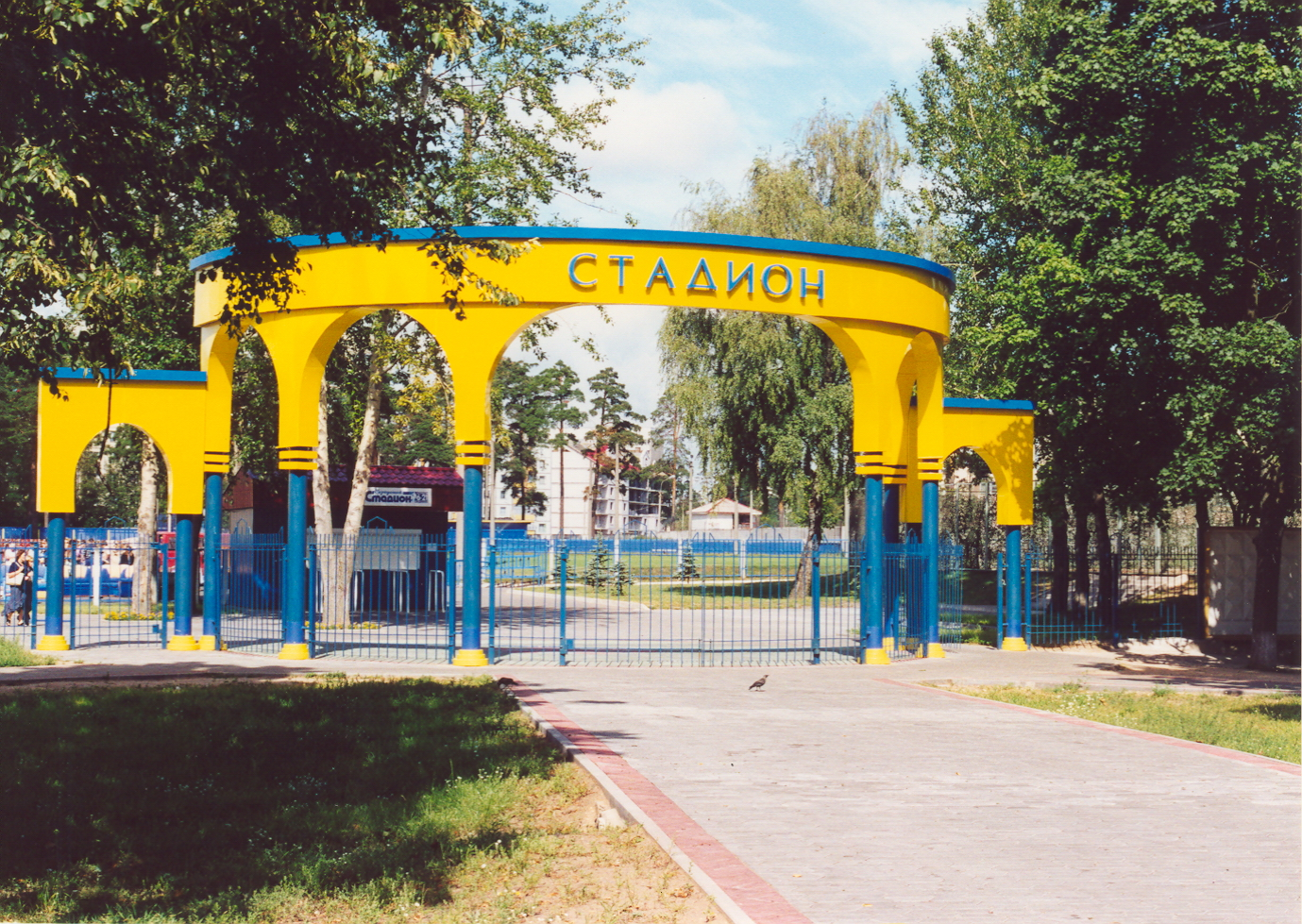
Вхід на стадіон
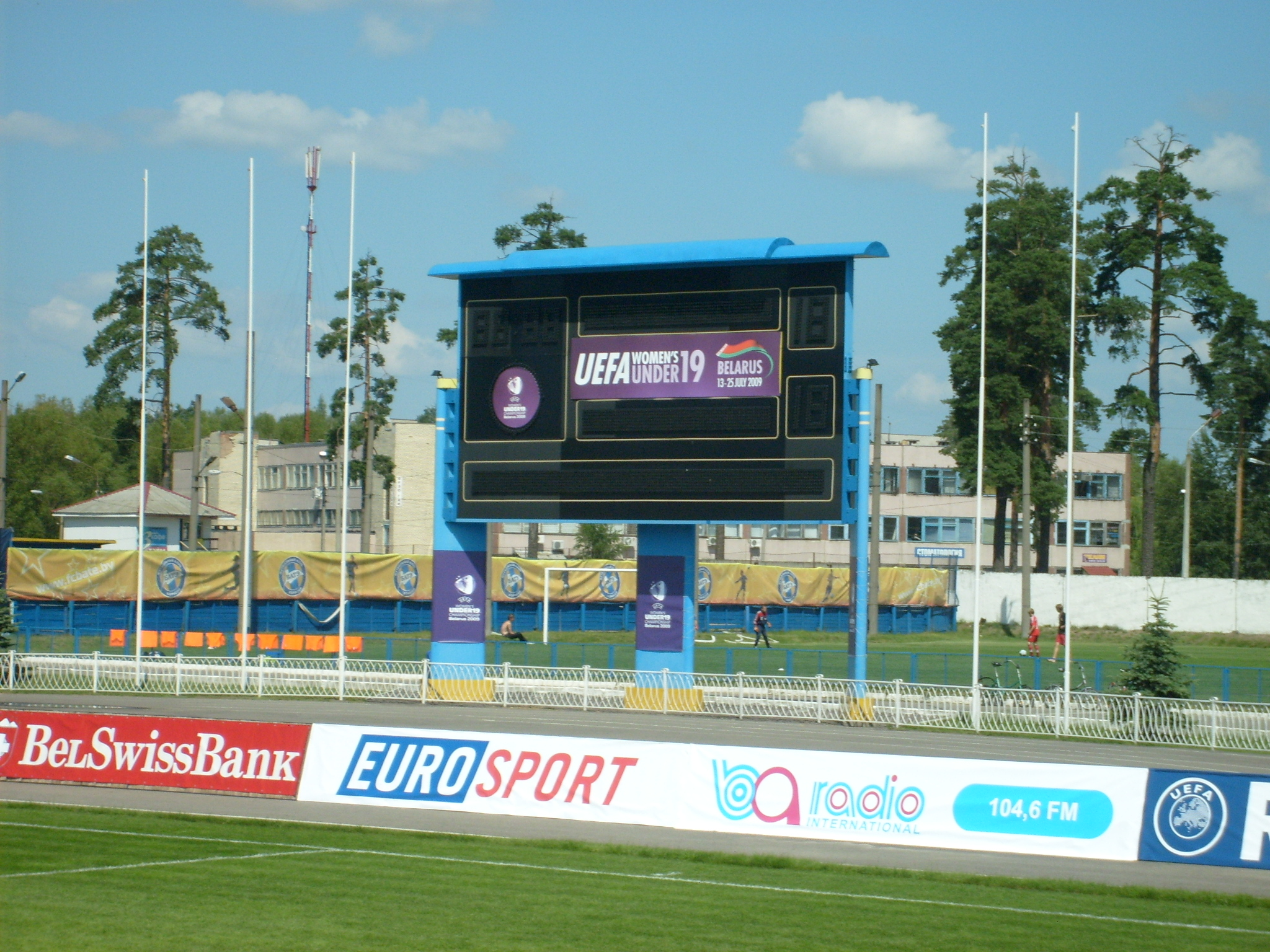
Табло
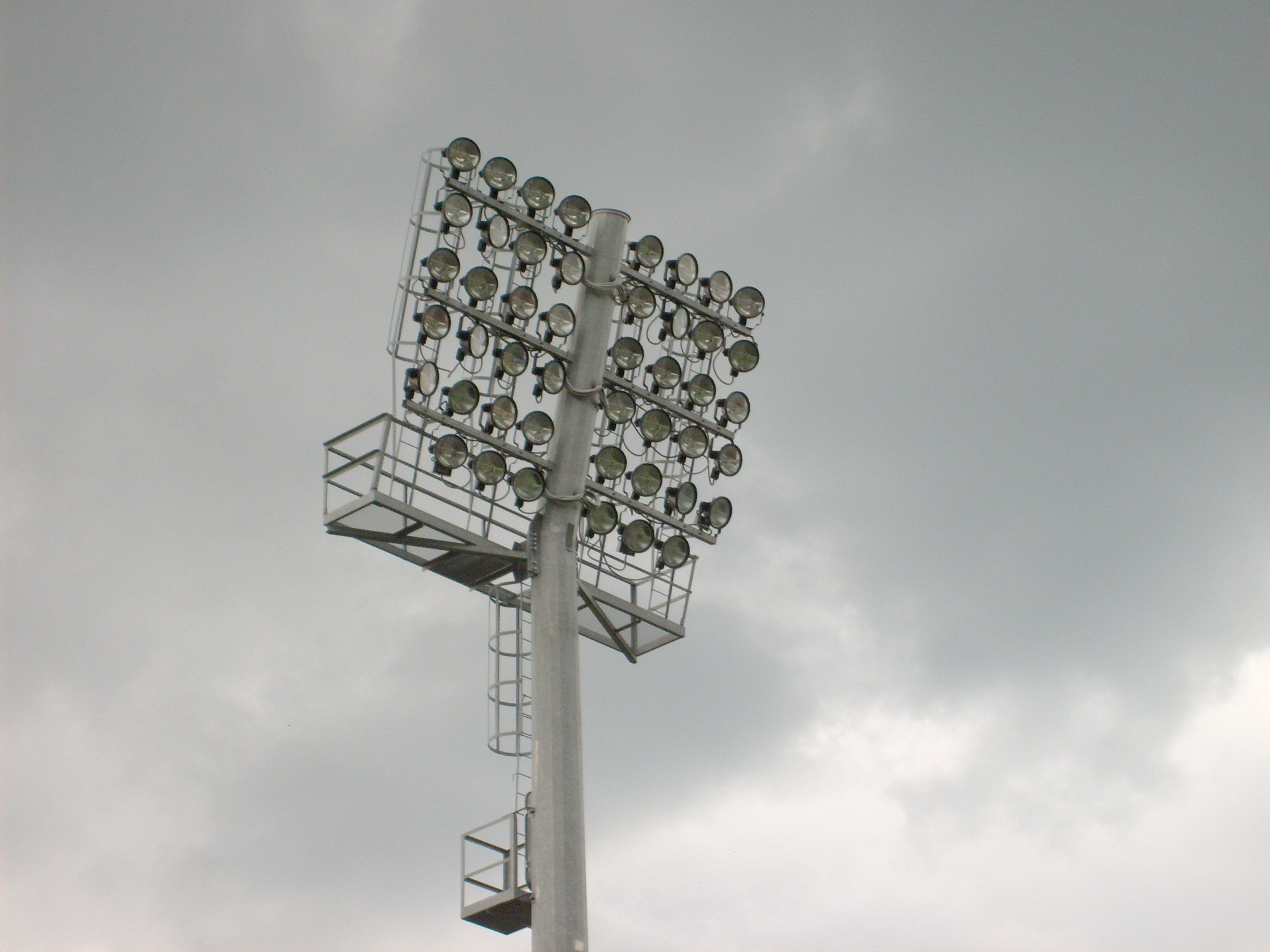
Освітлювальна вишка